# Aimet
Aimet (en francès Eymet) és un municipi francès situat al departament de la Dordonya i a la regió de la Nova Aquitània.

## Fills il·lustres
- Jean-Baptiste Le Moyne compositor d'òperes.

## Demografia
| 1962                                       | 1968  | 1975  | 1982  | 1990  | 1999  | 2007  |
| ------------------------------------------ | ----- | ----- | ----- | ----- | ----- | ----- |
| 2.780                                      | 3.034 | 2.927 | 2.880 | 2.769 | 2.551 | 2.539 |
| Des de 1962: població sense dobles comptes |       |       |       |       |       |       |

## Administració
| Període   | Identitat          | Partit        |
| --------- | ------------------ | ------------- |
| 1995-2008 | Jean-Michel Magnac | RPF           |
| 2008-     | Jérôme Bétaille    | Divers gauche |

## Agermanaments
- Grumello del Monte
- North Hatley